# Biała (Dunajec)

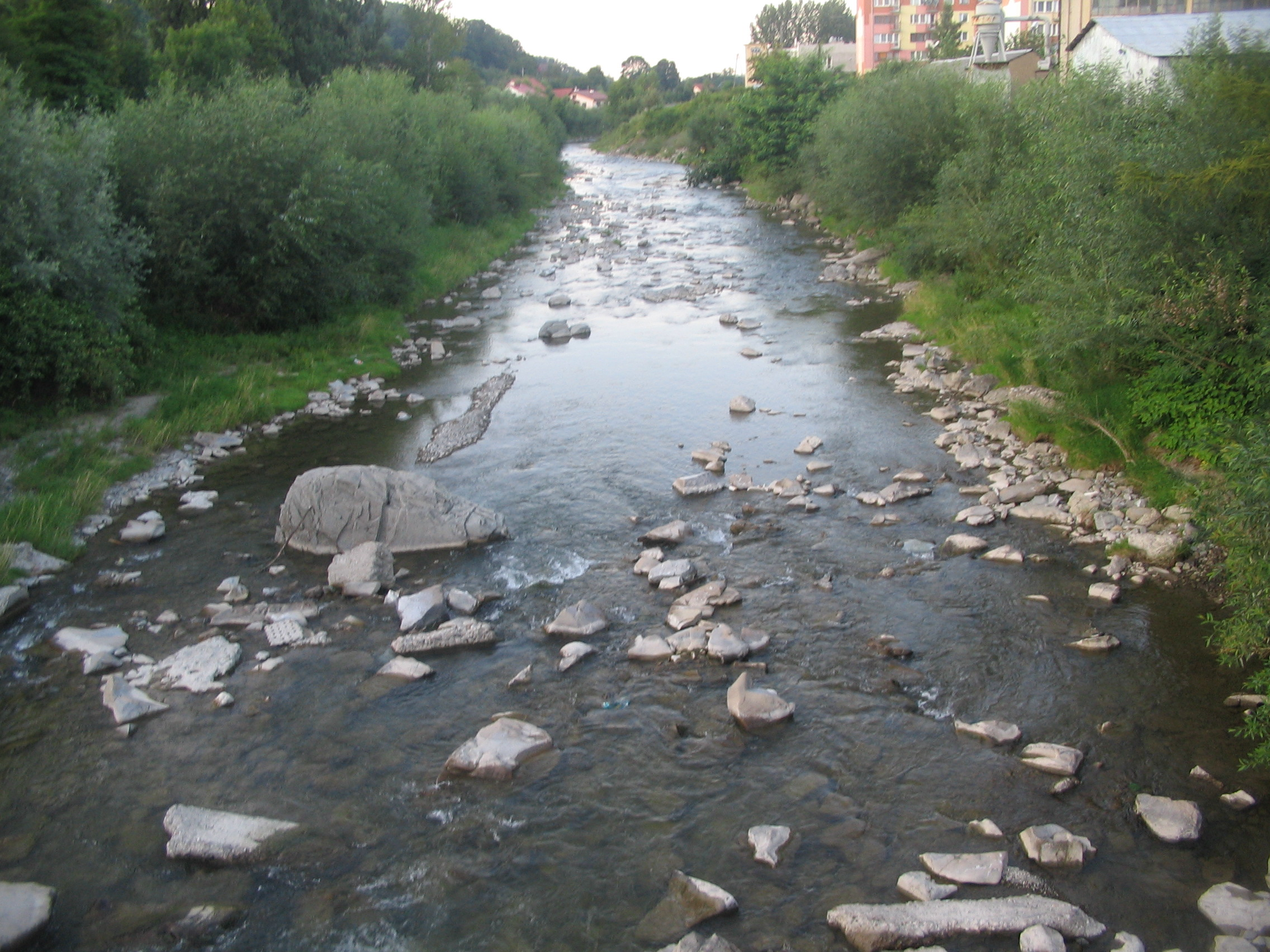

Biała är en flod i Karpaterna, centrala Polen, som är 115 kilometer lång och  mynnar nära Tarnów i Wisłas biflod Dunajec.